# 学校生活
学校生活（がっこうせいかつ、英: school life）は、教育活動をはじめとする学校における生活全般のことである。初等教育から中等教育までの学校における生活を指していうことが多い。

## 概要
学校生活という概念は、学校で相当の時間を過ごすことから生じるといわれている。学校における諸活動は、教育課程に定められた正課活動と、教育課程に定められていない課外活動に大きく分けられ、学校生活は、通例、これらの諸活動に基づいて営まれる。
正課活動には、教科の時間（幼稚園では保育の時間）、道徳の時間（初等教育・前期中等教育のみ）、総合的な学習の時間、特別活動などがある。課外活動には、課外授業、部活動やクラブ活動などがある。また、在学生は、学校外においても日常的に学校生活から影響を受けることがある。学校における各種の活動は、基礎的な経験となることが期待されており、学校教育を受けた人の人格の形成に大きな影響があるといわれている。（隠れたカリキュラムも参照。）
日本の学校では、学習指導だけではなく、生活指導や安全指導にも力を入れている。日本の学園ドラマ・教育ドラマは、日本の特有の学校生活に基づいて製作されており、日本国内において一世を風靡する流行が起こった時期がある。